# Gärtitzer Bach
Der Gärtitzer Bach ist ein Fließgewässer in der Gemeinde Großweitzschen und in der Stadt Döbeln im Landkreis Mittelsachsen in Sachsen.
Der Bach hat seine Quelle am südlichen Ortsrand von Tronitz, einem Ortsteil von Großweitzschen. Von dort fließt er in östlicher Richtung durch Jeßnitz, am südlichen Ortsrand von Döschütz und durch Gadewitz. Am westlichen Ortsrand von Redemitz knickt er in südlicher Richtung ab, unterquert die A 14 und fließt durch Gärtitz, einen Ortsteil der Stadt Döbeln. Er nimmt den Klitzschbach auf und mündet am nordwestlichen Ortsrand von Bauchlitz in den Mühlgraben Großbauchlitz. Dieser mündet in die Freiberger Mulde.